# 土田真樹
土田 真樹（つちだ　まさき、1957年4月26日 - ）は、松竹株式会社演劇事業部・プロデューサー。

## 経歴・人物
京都大学経済学部卒業。松竹株式会社入社。韓流ブームに先駆けて2000年『純愛譜（日韓合同合作映画）』を製作、2002年『春の日は過ぎゆく（韓日香港合作映画）』を製作、2005年経営情報企画室課長としてWEBと電話とを融合したマルチチャンネル対応の予約･販売システムを構築。2003年春から「シネマ歌舞伎」の開発にも着手し、多くの作品をプロデュース。

## シネマ歌舞伎作品
- 『野田版 鼠小僧』
- 『野田版 研辰の討たれ』
- 『坂東玉三郎－鷺娘（さぎむすめ）－同時上映　日高川入相花王（ひだかがわいりあいざくら）』
- 『京鹿子娘二人道成寺』
- 『ふるあめりかに袖はぬらさじ（2008年5月31日公開）』
- 『文七元結（2008年10月18日公開）』
- 『連獅子（2008年12月27日公開）』